# Emmanuel Clase
Emmanuel Clase (Río San Juan, República Dominicana, 18 de marzo de 1998) es un jugador profesional dominicano de béisbol que se desempeña en la posición de lanzador en Cleveland Guardians, equipo de las Grandes Ligas de Béisbol (MLB). Logró obtener dos premios Primer Equipo All-MLB y un premio Segundo Equipo All-MLB.

## Carrera
Clase jugó como profesional una temporada en Texas Rangers (2019), después pasó a Cleveland Guardians, donde lleva jugando cuatro temporadas.

## Premios
Fue galardonado con el premio Primer Equipo All-MLB en dos oportunidades (2022 y 2024), y una vez con el premio Segundo Equipo All-MLB (2023).